# Pierre Frogier
Pour les articles homonymes, voir Frogier.
Pierre Frogier, né le 16 novembre 1950 à Nouméa (Nouvelle-Calédonie), est un homme politique français.
Président du gouvernement de la Nouvelle-Calédonie de 2001 à 2004, il est député de la 2e circonscription de 1996 à 2011 puis sénateur jusqu'en 2023. Il est également président du Rassemblement-UMP ou Rassemblement de 2005 à 2018 et président de l'Assemblée de la province Sud de 2009 à 2012. Il est à ce jour le seul homme politique à avoir présidé les trois principales institutions de la Nouvelle-Calédonie que sont le gouvernement, le Congrès et la province Sud.

## Origines familiales et carrière professionnelle
Fils de Charles Frogier et Josette Dalmayrac, il est d'origine tahitienne par son père (sa grand-mère paternelle, Tevaruavahine Ariipeu, est une Tahitienne autochtone de Punaauia, et son grand-père, Eugène Frogier, un fils de colon de Papeete originaire d'Indre-et-Loire) et, par sa mère, est le petit-fils de l'ancien maire de Nouméa Édouard Dalmayrac (maire par intérim le 13 mai 1935 puis de nouveau premier magistrat de la commune de 1943 à 1947, lui-même fils d'un transporté natif de l'Aveyron et installé à Pouembout). Du côté paternel, il est le cousin de Tea Frogier, ministre du gouvernement de la Polynésie française de 2014 à 2020.
Maître en droit privé de l'Université de Bourgogne à Dijon en 1974, Pierre Frogier devient, à son retour en Nouvelle-Calédonie, substitut du procureur de la République près le Tribunal de Nouméa en 1976. Il quitte ensuite la magistrature pour s'associer avec Michelle Siret dans l'agence générale (société immobilière, anciennement agence Hénin - Coursin), puis en 1988 avec Marie-Noëlle Thémereau dans la création de l'Agence générale de Nouvelle-Calédonie, devenue l'une des principales agences immobilières du Territoire. Bien qu'ils soient désormais adversaires en politique, Pierre Frogier et Marie-Noëlle Thémereau sont toujours associés à la tête de cette agence.

## Famille
Marié à Annick Morault (née en 1953 à Nouméa, décédée en 2022 en France métropolitaine), il a eu trois enfants :
- Pierre Jehan Frogier (né en 1977), culturiste,
- Vaea Frogier (née en 1978), responsable de la communication puis trésorière du Rassemblement, conseillère municipale du Mont-Dore depuis 2014,
- Brieuc Frogier (né en 1981), conseiller provincial Rassemblement puis Ensemble ! du Sud et membre du Congrès depuis 2019. Il affiche son soutien à Éric Zemmour pendant la présidentielle de 2022 et est conseiller spécial éphémère auprès de la secrétaire d'État Sonia Backès[7].

## Carrière politique

### L'ascension politique à la fois locale et nationale
Durant ses études en droit en Métropole entre 1969 et 1974, il milite au sein des Jeunes Républicains indépendants (JRI) et, une fois de retour en Nouvelle-Calédonie, il fonde en 1975 avec le journaliste Pierre Maresca la section locale de Génération sociale et libérale (GSL), nouveau nom depuis 1974 des JRI. En 1977, il adhère au Rassemblement pour la Calédonie de Jacques Lafleur, qui devient l'année suivante le Rassemblement pour la Calédonie dans la République (RPCR), qui fédère les forces politiques anti-indépendantistes. Il se fait élire sous cette étiquette à l'Assemblée territoriale en 1977. Il devient membre du Conseil de gouvernement le 16 novembre 1978, il le reste jusqu'en 1982 (des affectations personnelles étant attribuées en 1979, il est chargé de plus à partir de cette date de l'Économie et du Développement industriel). Après l'adoption d'un nouveau statut pour le Territoire, il retrouve un siège au sein du Gouvernement du Territoire dirigé par Dick Ukeiwé de 1984 à 1985, en tant que ministre de l'Économie et des Finances, également chargé des Affaires intérieures. Il siège de nouveau à l'assemblée délibérante, rebaptisée Congrès du Territoire par le statut Pisani, à partir de 1985, et devient dans le même temps président de la Région Sud de 1986 à 1988 en remplacement de Jean Lèques, tout juste élu maire de Nouméa, et peut ainsi siéger au sein du Conseil exécutif. Il est reconduit au sein de ce dernier en 1988, mais cette fois en étant élu par le Congrès.
Après la signature des Accords de Matignon en 1988, il est réélu sans discontinuer jusqu'en 2001 à l'Assemblée de la Province sud et au Congrès à partir de 1989. Il est d'ailleurs 1er vice-président de la Province sud de 1991 à 1996 et de 1999 à 2001, secondant ainsi Jacques Lafleur, ainsi que président du Congrès de 1995 à 1997. Il est de plus élu maire du Mont-Dore, la deuxième commune du Territoire, en 1987, à la suite du décès de Victorin Boewa dont il était le premier adjoint depuis 1983, et, suppléant du député Maurice Nénou, il le remplace à l'Assemblée nationale pour représenter la 2e circonscription (l'ensemble de la Grande Terre à l'exception de Nouméa, ainsi que les îles Belep) après sa mort en 1996. Il sera réélu député en 1997, 2002 et 2007. À l'Assemblée nationale, il est membre de la commission de la défense nationale et des forces armées, le coprésident du groupe d'études minières, le président du groupe d'amitié France-Australie à partir de 2003 et le secrétaire de celui France-Japon. Il est également désigné secrétaire national de l'UMP chargé de l'Océanie et du Pacifique le 16 février 2011.
Maire de 1987 à 2001 de la seconde commune du Territoire, fortement touchée par l'explosion urbaine du Grand Nouméa (avec une croissance annuelle moyenne de 3,85 % entre 1989 et 1996), il lance en 1995 un plan d’aménagement du centre-ville afin de voir la création « d'une centralité urbaine, identitaire et conviviale, d'un cœur de ville cohérent, attractif » à Boulari, avec remblayage, relocalisation de certains services, construction d'un centre culturel (inauguré en 2001) et de
salles polyvalentes, voire d'une marina. Dès 1987, il avait fait débuter le remblayage d'une vingtaine d'hectares dans ce quartier et la construction de la nouvelle mairie. Ce projet n'est toutefois véritablement concrétisé qu'à partir de 2004, tandis que les premiers logements sont livrés en 2007. Il crée sinon le Centre communal d'action sociale en 1991 et lance avec les maires d'Arue, Boris Léontieff, et de Nuku Hiva, Lucien Kimitete, un processus de jumelage avec ces deux communes de Polynésie française. Mis entre parenthèses avec la mort dans un accident d'avion de Boris Léontieff et Lucien Kimitete le 23 mai 2002, ce projet est finalisé à partir de 2004. Au niveau de l'intercommunalité, il participe avec les autres maires du Grand Nouméa (Jean Lèques à Nouméa, Bernard Marant à Dumbéa et Harold Martin à Païta) à la création des deux premiers SIVU (celui des eaux du Grand Nouméa EGN en 1988 et celui des Transports scolaires Transco en 1996) ainsi qu'à la négociation du premier contrat d'agglomération 2000-2004 signé le 17 novembre 2000 et dont le Mont-Dore récupère 21,3 % de l'enveloppe de 14,2375 milliards de francs CFP (119 310 250 €).

### Le dauphin potentiel de Jacques Lafleur
Rapidement, Pierre Frogier apparaît comme l'un des dauphins potentiels de Jacques Lafleur lorsque celui-ci le fait 1er vice-président de la Province sud. Mais jusqu'en 2001, Harold Martin fait lui aussi figure de successeur probable. Ce dernier se met hors jeu lors des municipales à Païta au cours desquelles, étant maire sortant, il se maintient face à la liste officielle du Rassemblement. Pierre Frogier reste donc seul en lice, son statut de dauphin étant confirmé lorsqu'il succède à Jean Lèques pour devenir président du Gouvernement de la Nouvelle-Calédonie en avril 2001. Pendant la période qu'il passe à la tête du gouvernement (2001-2004), on lui reproche de s'effacer totalement devant Jacques Lafleur qui prend seul les décisions tandis que ses partenaires indépendantistes au sein du gouvernement l'accusent de ne pas assez faire jouer la collégialité. C'est pour cette raison que l'Union calédonienne se retire en novembre 2002 de son gouvernement, provoquant la chute de celui-ci. Le nouveau gouvernement élu reste néanmoins dirigé par Pierre Frogier.
Parmi les réalisations opérées par le gouvernement de la Nouvelle-Calédonie durant son passage à sa tête, on peut citer :
- la signature en janvier 2002 d'un accord particulier État - Nouvelle-Calédonie pour favoriser le développement culturel du Territoire, comprenant la mise en place par l'État d'un programme pluriannuel scientifique et technique (inventaire complet des œuvres kanak détenues dans les musées métropolitains et étrangers, aide au retour de ces œuvres, développement de la duplication des documents détenus par l'État et protection des savoirs traditionnels et des expressions de la culture kanak), la promotion des langues kanak (encouragement de la création littéraire, réalisation d’outils pédagogiques en langues et création d'une licence de langue et culture régionale à l'Université de la Nouvelle-Calédonie par l'État, proposition d'un enseignement sur les langues et la culture kanakes dans le cadre de la formation des professeurs des écoles, proposition d'épreuves optionnelles de langues dans les concours administratifs locaux et développement d'une Académie des langues kanak par la Nouvelle-Calédonie), l'aide à la création audiovisuelle (l'État devant permettre aux producteurs et réalisateurs de Nouvelle-Calédonie de bénéficier du soutien financier du Centre national de la cinématographie), la recherche d'une application du code de la propriété intellectuelle adaptée aux réalités néo-calédoniennes, le renforcement de l'assistance étatique à l’Agence de développement de la culture kanak (ADCK) et le développement de la lecture publique en améliorant la formation des bibliothécaires et en multipliant les équipements[10].
- la signature également le 18 novembre 2003 d'un protocole d'accord avec l'État sur le développement du sport en Nouvelle-Calédonie et donc les objectifs sont de favoriser la mobilité des sportifs calédoniens, à qui va s’appliquer une sorte de passeport mobilité, permettre au territoire de disposer de davantage de conseillers techniques sportifs (CTS) ou de cadres fédéraux pour conduire les sportifs calédoniens au plus haut niveau, contribuer à la préparation et à la participation des sportifs aux événements régionaux en général, tout particulièrement aux Jeux du Pacifique, étendre les moyens de lutte contre le dopage et réaffirmer, de manière plus générale, les relations privilégiées entre les fédérations métropolitaines et leurs organes décentralisés, ligues ou comités régionaux et enfin d'assurer l’attachement du ministère des Sports et du Comité national olympique et sportif français « au principe de la contribution du Fonds national de développement du sport aux projets de développement du sport calédonien ».
- la négociation en juillet 2001 puis la signature le 1er décembre 2003 de l’accord particulier avec Wallis-et-Futuna, prévu par l'accord de Nouméa. Il a pour objet d’organiser les services de l’État de façon distincte entre les deux collectivités et de préciser l’appui de l’État et de la Nouvelle-Calédonie en faveur du développement économique de Wallis-et-Futuna, cela afin d'enrayer l'émigration que connaissent fortement les deux îles[11].
- en matière de coopération régionale, est signé tout d'abord le 25 février 2002 un nouvel accord de coopération (le premier ayant été conclu en 1993) entre l'État, la Nouvelle-Calédonie et le Vanuatu à l'occasion d'une visite sur le territoire du Premier ministre ni-vanuatu Edward Natapei, comprenant pour 66 millions de Francs CFP (553 080 euros) d'aides au développement accordées à l'archipel voisin pour la période 2002-2004 et touchant essentiellement aux secteurs de l’éducation (formation de maîtres, de chefs d’établissements scolaires, de documentalistes, de bibliothécaires, octroi de bourses à des étudiants et création d’une Maison familiale et rurale), de la jeunesse et des sports (création de plateaux sportifs, formations d’entraîneurs et de responsables sportifs et dotations en différents matériels sportifs), de la culture (encouragement d'un partenariat entre le Centre culturel Tjibaou et son homologue de Port-Vila pour l’organisation d’échanges d’expositions) et de la santé (aide à l’école d’infirmières de Port-Vila, organisation régulière de missions de médecins spécialistes en traumatologie et orthopédie et de campagnes de dépistage du cancer du col de l’utérus). Le même jour, un accord de coopération entre l’Agence de développement de la Nouvelle-Calédonie (Adecal) et la Vanuatu Investment Promotion Authority (Vipa), les deux organismes chargés pour leurs territoires respectifs de rechercher des investisseurs et de faciliter leur installation, est également conclu, prévoyant surtout des visites réciproques de personnel[12]. Le 8 mars de la même année, toujours à Nouméa, c'est au tour d'une « déclaration d’intention » sur les échanges commerciaux et économiques avec l'Australie d'être signée par Pierre Frogier et le ministre australien du Commerce Mark Vaile, dans le but de « développer, libéraliser et faciliter, pour leur bénéfice mutuel, les relations bilatérales commerciales et d’investissement ainsi que toute autre forme de relation économique entre la Nouvelle-Calédonie et l’Australie »[13].
- plusieurs refontes de la fiscalité locale avec la création par la loi du pays n°2001-014 du 13 décembre 2001, appliqué à partir du 1er janvier 2002, d'une taxe sur les alcools et les tabacs en faveur du secteur sanitaire et social (TAT) et par celle n°2003-3 du 27 mars 2003, entrée en vigueur le 1er mai 2003, d'une taxe de soutien aux actions de lutte contre les pollutions (TAP)[14]. La Taxe générale sur les services (TGS) est transformée par la loi du pays n°2001-013 du 31 décembre 2001, et à compter du 1er janvier 2002, en une Taxe de solidarité sur les services (TSS, la Nouvelle-Calédonie n'ayant pas mis en place la TVA) de 5 % touchant les prestations de service à l’exclusion de la livraison des biens et affectée, contrairement à la TGS qui la précédait, à la CAFAT (la Sécurité sociale locale) au titre du financement de la protection sociale. La loi du pays n°2002-019 du 29 avril 2002, dite d'ailleurs « loi Frogier », institue pour sa part un dispositif d’encouragement à l’investissement dans certains domaines économiques jusqu’au 31 décembre 2006[15]. Elle comporte deux volets : le premier ouvre droit à un crédit d'impôt et le second permet la création d’un partenariat entre une entreprise souhaitant réaliser un investissement et des bailleurs de fonds ayant un fort potentiel fiscal. Ce dernier ouvre également droit à un crédit d’impôt et peut s’articuler avec le régime fiscal métropolitain des lois Paul puis Girardin, permettant ainsi une « double défiscalisation »[16]. Enfin, le Congrès vote le 4 novembre 2003 une série de « coups de pouce fiscaux » proposés par le gouvernement avec des aides aux sinistrés du cyclone Erica (crédit d'impôt pour les foyers dont le revenu brut imposable ne dépasse pas 5 millions de francs annuels et qui auront engagé des dépenses de remise en état de leur habitation en faisant appel à un professionnel, à hauteur de 10 % de ces dépenses, reconductible pendant trois ans et ne pouvant dépasser 500 000 francs pour une personne seule, un million pour un couple sans enfant avec une majoration de 100 000 francs par personne ou enfant à charge pour les autres ; remboursement sur présentation d'une attestation délivrée par la commune de la taxe foncière 2003 des personnes dont l’habitation a été détruite par le cyclone ; amortissement pour les entreprises des dépenses de remise en état de bâtiments ou de matériel non couvertes par les assurances sur une durée exceptionnelle de 24 mois) et une baisse générale de l'impôt sur le revenu (passage de 10 à 15 % de la minoration pour tous les particuliers, soit concrètement une baisse de 5 % de l'impôt pour tous les ménages ; augmentation des déductions liées au salaire ou au traitement avec un passage du plafond de 600 000 à 800 000 francs CFP, mais aussi des déductions liées au versement des salaires des gens de maison avec un plafond passant de 800 000 à 900 000 F CFP, cela afin d’encourager la création d’emploi dans ce secteur)[17].
- la mise en place mouvementée du Régime unifié d'assurance maladie-maternité (RUAMM), nouveau nom donné à la Couverture sociale unifiée (CSU) prévue dans le pacte social de 2000, visant à assurer une protection sociale à tous les Néo-Calédoniens et à maîtriser le déficit de la CAFAT qui a atteint 4 milliards de francs CFP (33,52 millions d'euros) en 2001. Le projet de loi de pays relative à la Sécurité sociale en Nouvelle-Calédonie est présenté en décembre 2001 et devient la loi du pays n°2001-016 du 11 janvier 2002, entrée en vigueur le 1er avril 2002, le RUAMM devant être mis en place au plus tard au 1er juillet suivant[18]. Il prévoit que, désormais, toute la population calédonienne doit être assurée et cela au sein d’un seul et même régime pour toutes les catégories socioprofessionnelles : en échange d'un remboursement des soins, légers ou graves, tous doivent désormais cotiser (seuls les bénéficiaires de l’aide médicale n'en font pas partie, du moins dans un premier temps), ce qui n’était pas le cas avant la réforme. Auparavant, les salariés et retraités étaient pris en charge par la CAFAT, les fonctionnaires d’État et territoriaux dépendaient de la Mutuelle des fonctionnaires pour la couverture primaire des petits risques et de leurs employeurs pour les évacuations sanitaires et les hospitalisations. Quant aux indépendants, ils n’avaient pas d’obligation mais pouvaient souscrire à un régime d’assurance volontaire. Le financement de ce nouveau système s'appuie sur la cotisation des adhérents avec l'arrivée des indépendants et des fonctionnaires qui devrait rapporter au minimum 2 milliards de francs CFP (16,76 millions d'euros) supplémentaires et le relèvement du plafond de la CAFAT (montant du salaire à partir duquel les cotisations n'augmentent plus) de 315 000 à 378 000 F CFP (3 167,64 €) mensuels, ainsi que sur le fruit de la TSS (estimé à 3,4 milliards de F CFP, soit 27,482 millions d'euros, par an)[19]. Ce projet entraîne une vive opposition des fonctionnaires territoriaux et d'État car, selon eux, il consiste « à faire financer le trou de la couverture sociale » par ces derniers qui « apporteront en effet 2,3 milliards de francs [pacifiques, soit 19,274 millions d'euros] par an alors que, dans le même temps, d’autres catégories socio-professionnelles, comme les indépendants ou les agriculteurs, jouent la carte du corporatisme pour ne pas payer ». La Fédération syndicale unitaire (FSU) de Nouvelle-Calédonie est le principal organisateur des grèves dans les établissements scolaires et de manifestations dès juin 2002, appelant à une révision de la réforme et au maintien d’une affiliation à la Sécurité sociale métropolitaine pour les cadres d’État et le libre choix de la mutuelle pour les fonctionnaires territoriaux au lieu de la seule Mutuelle des fonctionnaires imposée[20],[21],[22]. Ils sont bientôt rejoints par les travailleurs indépendants de l'Union des travailleurs indépendants de Nouvelle-Calédonie (UTINC) et de la Fédération des petites et moyennes entreprises (FPME). Le report au 1er novembre 2002, décidé à la mi-juillet par l'État, de l’examen de l’accord de coordination entre la CAFAT et la Sécurité sociale métropolitaine par le Conseil supérieur de la fonction publique est récupéré par les opposants au dispositif qui estiment qu'il repousse d'autant la possibilité d'intégrer les fonctionnaires d'État au RUAMM, ce que le gouvernement local dément puisqu'une loi votée en mars par le Parlement français rend possible cette affiliation[23],[24]. Le Congrès vote d'ailleurs le 17 juillet 2002 une modification de la loi du pays de janvier en ajoutant les « magistrats de l’ordre judiciaire, les fonctionnaires civils de l’État, les militaires, les ouvriers de l’État et les fonctionnaires relevant des fonctions publiques territoriales et hospitalières » à la liste des affiliés du régime unifié. Pour rassurer les mécontents, il entérine dans le même temps deux amendements au texte, « sans que soient remis en cause les grands principes qui le fondent », l'un de portée limitée puisqu’il concerne les 200 « militaires » que sont les stagiaires du SMA (qui sont tenus au RUAMM même s’ils ne perçoivent que 39 000 F CFP (326,82 euros) par mois) avec une prise en charge par le Territoire de leurs cotisations (comme pour les apprentis), l'autre, plus important, en faveur des retraités, afin de leur « simplifier la vie administrative », qui prévoit que leur cotisation de 1,5 % ne sera plus prélevée sur la totalité de leurs revenus, mais sur le montant de leur pension, à la source, tout en restant assujettis à la double cotisation s’ils sont à la fois retraités et travailleurs indépendants[25]. D'autres propositions sont avancées par l'État et le gouvernement de la Nouvelle-Calédonie en novembre 2002 pour débloquer la situation (création d'un médecin conseil auprès du Haut-commissaire pour donner son avis sur le principe d’une évacuation sanitaire pour les fonctionnaires d'État ainsi que sur le choix de la destination, beaucoup souhaitant être évacués auprès de leur famille en métropole plutôt qu'en Australie, seule destination proposée jusqu'alors ; intervention de l'État auprès des mutuelles métropolitaines afin que le gouvernement calédonien et la CAFAT puissent conclure des accords et pour tenter d’obtenir des tarifs de cotisation spécifiques aux enseignants du cadre territorial qui souhaitent rester affiliés à la MGEN ; étude d’une amélioration des remboursements pour les petits risques ; participation des fonctionnaires d'État à la Commission de contrôle de la CAFAT, et peut-être à terme à son conseil d'administration, ainsi qu’aux deux instances en cours de création à l'époque que sont la Commission des comptes de la santé et l’Observatoire des conjonctures du RUAMM ; étude de la possibilité d'un remboursement à 100 % dès le premier jour d’hospitalisation ; étude de l'obtention d'une Carte Vitale pour les soins en Métropole)[26], ce à quoi la FSU répond favorablement en levant un préavis de grève qu'elle avait prévu de lancer au commencement des épreuves du baccalauréat[27].
- la réforme de la Caisse locale de retraite (CLR), elle aussi largement déficitaire et qui a également suscité une certaine agitation sociale. Avancées au début du mois de novembre 2002, les propositions du gouvernement prévoient de ramener l'allocation temporaire de résidence de 75 à 73 % du montant en principal des pensions versées aux retraités, un allongement de la durée du travail avec l'ouverture à chaque fonctionnaire de la possibilité de repousser l'âge de départ de la retraite de 60 à 65 ans sur la base du volontariat et le versement d'une contribution financière à la CLR pour tous ceux souhaitant bénéficier d'une retraite avant 60 ans, la refonte des bonifications d'âge (ramenées à une année offerte pour six années de travail, au lieu de trois) et de service (révision de la bonification d'une année de service pour trois années de travail à l’exception de celles se rapportant aux services accomplis dans l’Intérieur ou aux Iles), la suppression des « primes aux enfants » (dispositions préférentielles de départ à la retraite qui concernent les mères de trois enfants et le droit à la majoration de la pension d’ancienneté pour enfants), l'intégration des fonctionnaires d'État (avec deux pensions distinctes pour ceux ayant servi l’État avant le Territoire : une versée par les caisses métropolitaines, au titre des services effectués en qualité de fonctionnaire d’État, et l’autre versée par la CLR pour les services accomplis comme fonctionnaires de la Nouvelle-Calédonie)[28]. La Fédération des fonctionnaires s'y oppose, estimant que « les effets combinés de la modification du calcul des cotisations [c'est-à-dire leur indexation] et de l’intégration de 400 contractuels par an [sur 10 ans] permettraient de résorber le déficit de la caisse locale de retraite (300 millions) d’ici à 2005. Le tout sans toucher aux droits des retraités »[29]. Le conseil d'administration de l'Office territorial de retraites des agents fonctionnaires (OTRAF), qui réunit les représentants syndicaux et les institutions sur le sujet, se prononcent contre le projet le 19 décembre 2002[30]. La question de l'intégration des contractuels est le principal point de désaccord entre les syndicats et le gouvernement : la Fédération des fonctionnaires, le Slua, Force ouvrière et l'USTKE la considèrent comme un préalable tandis que la CFE-CGC, le Syndicat des retraités territoriaux (SRT) et celui de la fonction publique territoriale (SFPT) mettent l'accent l'action sur les mesures structurelles pour pérenniser la caisse telles que proposées par l'exécutif local (suppression de bonifications, réduction de l’indexation, retraite à 65 ans pour les volontaires ou augmentation des cotisations) et appellent ce dernier à les mettre en place le plus rapidement possible[31]. Le gouvernement, tout en donnant son accord de principe à l'intégration des contractuels, estime que « ce n’est pas une solution pour la CLR : même si les nouvelles cotisations vont assainir provisoirement sa santé financière, les remboursements supplémentaires à régler vont, en fait, aggraver la situation »[32]. Les quatre syndicats pro-intégration des contractuels lancent une grève dans la fonction publique territoriale le 13 mai 2003 pour faire entendre ses revendications après l'achoppement des négociations, mouvement associé à celui des fonctionnaires d'État lancé par la FSU, le SNAEN et le SNPDEN contre le projet de loi Fillon de réforme des retraites[33]. Le plan de sauvetage de la CLR (avec une délibération à part prévoyant l'intégration des contractuels par liste d’aptitude, par concours réservé ou sur titre, mais sans engagement de chiffres) est finalement votée par le Congrès (seuls les groupes indépendantistes de l'Union calédonienne et du FN s'y opposant, le FLNKS et l'Alliance s'associant pour leurs parts au RPCR en faveur du texte) le 11 juin 2003, tandis que l'intersyndicale manifestait à nouveau[34].
- l'initiation de la réforme de la formation professionnelle, annoncées lors d'un discours de Pierre Frogier le 27 août 2002 au Congrès, estimant que « le système de formation professionnelle de la Nouvelle-Calédonie est - il faut avoir la lucidité de le dire -, entièrement à revoir, à repenser, et à refonder. Il faut lui donner un nouvel élan » et rappelant que « 54 % des demandeurs d’emploi sont aujourd’hui sans qualification, et une étude sectorielle a montré qu’il faudra former environ 2 000 techniciens supérieurs dans les cinq prochaines années, sans compter les autres besoins en personnel qualifié pour les projets miniers et métallurgiques du Nord et du Sud »[35]. Une étude est confiée au directeur de la Direction de la formation professionnelle continue (DFPC) du Gouvernement et ancien responsable d'un organisme similaire en région Midi-Pyrénées, Hugues de Maleyssie-Melun. Son rapport, présenté en avril 2003 au gouvernement et aux partenaires sociaux, part de trois constats (l'importance des besoins de formation mais aussi des moyens de la Nouvelle-Calédonie en la matière, avec douze lycées professionnels et neuf antennes, les trois chambres consulaires qui forment des apprentis que sont les chambres de commerce et d'industrie, de métiers et de l'artisanat et d’agriculture, et une centaine d’organismes de toutes tailles, et l'existence d'un programme de formation reposant sur la gestion de subventions qui s'en remet largement aux propositions des organismes) pour mettre en avant les faiblesses du système (absence de recensement des besoins et donc de mise en œuvre d'une évaluation prospective, de coordination des moyens des différents acteurs d'où une superposition des compétences des Provinces et du Territoire et l'installation de la Nouvelle-Calédonie « dans une logique de passivité de l’offre », subissant les offres de formation des organismes) et faire des propositions (le souci principal étant d’optimiser les finances publiques, de contrôler les dispositifs et d’évaluer les résultats, et pour cela de « mettre chacun à sa place : les donneurs d’ordre [commande publique] d’un côté, les opérateurs [organismes] de l’autre »)[36]. Les premières concrétisations suivent durant l'année 2003 : redéfinition des statuts de l'Agence pour l'emploi (APE-NC) dont les missions ont évolué (elle ne s'occupe notamment plus de placements tandis qu'elle devient le point central de la prospective en matière d'emploi), début du recensement des besoins en qualification des employeurs dans les secteurs de l’agriculture, de la pêche, de la mine - métallurgie, du bâtiment et des travaux publics et du tourisme et croisée des premiers éléments récoltés avec des données économiques (démographie, croissance économique …) entre l'APE-NC et l'Institut de la statistique et des études économiques (ISEE) afin de déterminer les besoins en formation nécessaires dans chaque secteur, de savoir celles qui doivent être mises en place ou celles qu’il faut interrompre parce que la demande va se tarir. Le budget de la formation professionnelle pour 2004 fait un bond de 53 %[37]. Un service « Informer-Orienter-Positionner-Prescrire-Suivre » (IOPP'S) consistant à offrir un accompagnement personnalisé durant la recherche et la formation continue, s'adressant en tout premier lieu aux demandeurs d'emploi, est créé en avril 2004 au sein de l'APE-NC[38].

### Une succession difficile
Après les élections provinciales du 9 mai 2004 et la victoire de l'Avenir ensemble en Province sud, Jacques Lafleur démissionne de ses sièges à l'Assemblée de Province et au Congrès et Pierre Frogier est chargé de diriger seul l'opposition à l'Avenir ensemble. C'est ainsi que, prétextant l'erreur d'une élue du Rassemblement, Suzie Vigouroux, qui a empêché sa liste d'obtenir tous les sièges prévus au gouvernement, il fait démissionner tous ses colistiers faisant chuter ainsi l'exécutif le jour même de sa formation le 10 juin 2004. Ce qu'on appelle ensuite l'Affaire Vigouroux s'envenime, Pierre Frogier et Jacques Lafleur accusant l'Avenir ensemble d'avoir exercé des pressions sur l'élue RPCR pour qu'elle fasse exprès de se tromper, ce qui a été démenti par la suite. Finalement, le 24 juin, un nouveau gouvernement est élu et le RPCR obtient le nombre de membres escompté et Pierre Frogier, pour éviter un blocage plus long des institutions, apporte son soutien à la candidate de l'Avenir ensemble Marie-Noëlle Thémereau qui est élue à la présidence de ce gouvernement le 29 juin tandis que Pierre Frogier obtient le "portefeuille" du Commerce extérieur, du Suivi des Relations extérieures et des Relations avec l'Union européenne.
Mais, malgré ce soutien momentané, Pierre Frogier reste très critique vis-à-vis de l'Avenir ensemble et de ses dirigeants. Il incarne de plus en plus, aux yeux des militants, la possibilité de préparer l'"Après Lafleur", et l'ancien leader du Territoire accélère les échéances visant à organiser sa succession. Ainsi, il est prévu que Pierre Frogier soit le seul candidat pour devenir le nouveau président du Rassemblement-UMP au Congrès qui se tiendra à Rivière Salée à Nouméa le 2 juillet 2005. Mais, au dernier moment, Jacques Lafleur, reprochant à Frogier de ne pas être assez ferme dans son opposition au gouvernement de Marie-Noëlle Thémereau et de ne pas avoir respecté toutes les conditions que le député avait posé pour sa succession, décide finalement de se représenter à sa succession. Le Congrès de Rivière Salée consacre la victoire de Pierre Frogier qui, lors du premier scrutin interne à bulletin secret organisé depuis la création du parti en 1977, a obtenu 3 261 voix sur les 4 174 militants présents lors du vote, contre seulement 889 suffrages à Jacques Lafleur. Celui-ci finira par démissionner du parti qu'il avait créé près de 30 ans auparavant en décembre 2005 et ne cachera pas son mépris pour la nouvelle équipe dirigeante du Rassemblement.

### Un «nouveau» Rassemblement
Pierre Frogier s'est depuis fait le chantre de la « rupture », à l'instar de Nicolas Sarkozy sur le plan national, avec le « système Lafleur », a voulu introduire plus de « démocratie interne » dans son parti en organisant notamment des « primaires » pour désigner les deux candidats aux législatives de 2007, mais aussi en adoptant une attitude plus critique vis-à-vis de l'Accord de Nouméa. Il appelle alors à une renégociation de ce dernier, se dira même se sentir « totalement désengagé » de ce dernier (ce qui provoquera alors une importante levée de boucliers chez tous les principaux signataires de l'accord, de Jacques Lafleur mais aussi de nombreuses autres figures du camp anti-indépendantiste dont les leader s de l'Avenir ensemble aux indépendantistes), estimant qu'une « lecture indépendantiste » de l'Accord a été privilégiée jusqu'à présent et s'opposant farouchement (à l'instar de Jacques Lafleur et du sénateur Simon Loueckhote) à la loi constitutionnelle (finalement adoptée en Congrès à Versailles fin février 2007) proposant le gel du corps électoral aux seules personnes résidant en Nouvelle-Calédonie depuis avant 1998 pour les élections provinciales. Il propose également le 5 juin 2008 d'organiser un référendum sur l'avenir institutionnel de la Nouvelle-Calédonie dès le début de la période prévue par l'Accord de Nouméa, à savoir 2014, afin de faire un bilan de l'accord, interroger les jeunes générations qui n'avaient pu l'être en 1998 et de « purger rapidement cette affaire d’indépendance ». Cette proposition est combattue par toutes les autres forces anti-indépendantistes qui préfèrent une sortie négociée de l'Accord de Nouméa à un « référendum couperet » qui selon eux ferait renaître les tensions politiques et ethniques des années 1980.
Investi par le Rassemblement-UMP et par l'UMP, il est réélu au second tour des élections législatives de juin 2007, dans la deuxième circonscription, avec 54,13 % des voix contre 45,87 % à son adversaire indépendantiste Charles Pidjot. Après cette élection, et sous l'impulsion de son parti national, du nouveau président de la République Nicolas Sarkozy et de son secrétaire d'État à l'Outre-mer Christian Estrosi, un nouveau rapprochement est tenté entre Pierre Frogier et Harold Martin. Celui-ci aboutit à la signature d'un accord-cadre entre le Rassemblement-UMP et l'Avenir ensemble visant ainsi à souder le camp anti-indépendantiste divisé. Du fait de cet accord, Pierre Frogier est élu président du Congrès, l'assemblée délibérante du territoire, le 31 juillet 2007 tandis que la présidence du Gouvernement revient à Harold Martin. Il est réélu à ce poste le 22 juillet 2008 par 22 voix sur 54.
Pour les élections provinciales du 10 mai 2009, il est la tête de liste du Rassemblement-UMP en Province Sud. Un sondage réalisé auprès de 500 personnes par TNS Sofres entre le 14 et le 24 avril 2009 pour les Nouvelles calédoniennes et publié le 30 avril suivant le place, avec sa liste, en tête des intentions de vote, avec 19 % des interrogés le choisissant de manière ferme et 9 % supplémentaires le préférant tout en indiquant que leur choix pouvait changer. Selon la même étude, sa formation obtiendrait environ 16 élus sur 40 à l'Assemblée de la Province Sud et 15 sur 54 au Congrès. Le jour du scrutin, son parti redevient la première force politique de la Province Sud et du Congrès, mais il n'obtient pas de majorité avec respectivement 15 élus sur 40 et 13 sur 54 et obtient un score plus léger que celui du Rassemblement-UMP emmené par Jacques Lafleur en 2004. De plus, la liste Calédonie ensemble de Philippe Gomès le talonne de près (la liste Rassemblement obtient 28,54 % des suffrages exprimés contre 23,6 % à la liste Gomès qui gagne ainsi 11 élus à la Province Sud et 10 au Congrès). Enfin, les trois formations opposées à son projet de référendum de 2014 et appelant à la négociation d'une sortie consensuelle de l'Accord de Nouméa (Calédonie ensemble de Philippe Gomès, Avenir ensemble-LMD d'Harold Martin, Didier Leroux et Simon Loueckhote et le RPC) sont nettement majoritaires au sein de l'électorat anti-indépendantiste. Si le Rassemblement-UMP et Pierre Frogier sont en situation de force, ils doivent négocier pour convertir leur relative victoire électorale en contrôle des institutions et afin d'éviter une éventuelle alliance « anti-Rassemblement » entre ses adversaires loyalistes. Ainsi, dès le 12 mai 2009, Pierre Frogier propose un « Rassemblement républicain » qui ferait renaître « l’unité de notre famille, qui veut le maintien de la Nouvelle-Calédonie dans la France » et serait basé sur un « accord de gouvernement » établissant « une ligne commune et claire sur les sujets politiques majeurs que sont les transferts de compétences, les signes identitaires et la protection de l’emploi local ».

### Président de laProvince Sud
Le 15 mai 2009, l'alliance entre les loyalistes de l'Assemblée de la Province Sud porte Pierre Frogier à la présidence de l'Assemblée dès le premier tour par 34 voix (les 15 Rassemblement-UMP ajoutées aux 11 de Calédonie ensemble et aux 8 de l'Avenir ensemble-LMD) contre 4 à Rock Wamytan du FLNKS et 2 à Jacques Lafleur du RPC.
Le 25 mars 2010, il présente devant l'Assemblée sa déclaration d’orientation des actions prioritaires de la province. Reprenant un de ses principaux thèmes de campagne (qu'il partageait avec Calédonie ensemble et Philippe Gomès mais combattu par le FLNKS), il y défend la révision de la clef de répartition, définie par la loi organique et qui, au nom du rééquilibrage entre les trois provinces, répartit de manière volontairement inégalitaire les dotations institutionnelles de fonctionnement et d'équipement entre celles-ci (50 % en matière de fonctionnement et 40 % pour l'équipement pour le Sud qui regroupe 75 % de la population du Territoire, 32 % et 40 % pour le Nord et 18 % et 20 % pour les îles Loyauté). Il estime notamment que cette réforme doit répondre au fait « que la croissance démographique à laquelle la province Sud est confrontée et les tensions financières qui en découlent, ne soient pas un obstacle à la réalisation de ses ambitions ». Trois solutions sont notamment avancées : la révision de l'indice de péréquation, « la plus évidente » selon Pierre Frogier, la prise en charge par les provinces Nord et Îles des services fournis à leurs populations par le Sud ou le transfert des dépenses sociales à la Nouvelle-Calédonie ou d’un certain nombre d’impôts aux provinces. D'autre part, il définit trois axes prioritaires à sa politique à la tête de l'exécutif provincial : la jeunesse (par le développement du suivi scolaire, l'établissement d'une « école de la deuxième chance » pour les jeunes de 18 à 25 ans sortis du système scolaire et sans diplôme afin de les insérer ou réinsérer professionnellement, ou encore l'extension à la Nouvelle-Calédonie du service civique volontaire créé en métropole par la loi du 10 mars 2010), la circulation et les transports (pour remédier aux engorgements actuels du Grand Nouméa et anticiper la forte augmentation du trafic attendue dans les quinze prochaines années) et la sylviculture (dans le cadre de la recherche de secteurs économiques complémentaires du nickel, afin de développer une « filière bois »). Concernant le premier de ces objectifs, un Conseil provincial des jeunes, composé pour deux tiers de représentants des collèges et lycées de la collectivité et pour le tiers restant de personnes âgées de 18 à 26 ans engagées dans la vie associative des communes de la province, est installé le 7 juin 2010 afin de conseiller plus particulièrement l'institution concernant la jeunesse. En matière de transports, un schéma de cohérence de l'agglomération nouméenne (SCAN) couplé à un plan de déplacement de l’agglomération nouméenne (PDAN) est adopté le 12 août 2010. Ils visent à développer les transports en commun et limiter la longueur et la durée des déplacements des habitants de l’agglomération depuis leur domicile jusqu’à leur travail. Ils prévoient pour cela la création d'une Autorité d’organisation des transports coordonnant les activités des acteurs dans ce domaine dans le Grand Nouméa (avec surtout la mise en place d'un billet unique sur les deux réseaux, celui de la ville de Nouméa Karuïa Bus et celui provincial CarSud), mais aussi l'installation d'un transport en commun en site propre et de navettes maritimes reliant le centre urbain à sa banlieue. Toutefois, les actions provinciales à court terme, inscrites dans une logique d'amélioration de la circulation des seules voitures au travers du plan Sud Express apparaissent contradictoires avec ce plan de transport avec les projets controversés de l'échangeur de l'Étrier ou de dénivellation du carrefour Berthelot.
Mais il se fait surtout remarquer depuis les élections provinciales de 2009 par de nouvelles propositions qui divisent la classe politique, notamment les non-indépendantistes. Il tend notamment à modérer ses propos concernant la sortie de l'accord de Nouméa. Estimant que : « Voilà 30 ans que je me bats contre l’indépendance. Je veux maintenant me battre "pour" quelque chose », il avance en octobre 2009 l'idée de définir une solution institutionnelle claire comme alternative à l'indépendance pour le référendum d'autodétermination, dont il défend toujours l'organisation dès 2014, et « qui mènerait le pays aux confins de l’autonomie » en choisissant « librement » de laisser à la République l’exercice des compétences régaliennes. Il défend dans le même temps l'entente républicaine dont il veut faire une « nouvelle force politique », notamment pour discuter avec les indépendantistes de cette issue institutionnelle, ainsi que la possibilité d'étendre le « modèle néo-calédonien » à l'ensemble de l'outre-mer français. Il obtient notamment le soutien d'Harold Martin et de l'Avenir ensemble, tant sur la proposition institutionnelle que sur celle d'un rapprochement plus poussé des anti-indépendantistes, mais ses déclarations provoquent des réactions plus tièdes de la part du RPC (qui maintient son opposition à un « référendum couperet » et réitère sa proposition de renouveler les accords pour un « pacte cinquantenaire » allant dans le sens d'une « solution négociée ») ou du FLNKS (qui estime qu'il s'agit surtout d'un discours visant les militants du Rassemblement-UMP et qui ne donne « pas l’impression qu’à ses yeux les indépendantistes comptent vraiment »).
Ensuite, au sujet du débat sur les signes identitaires, il annonce au début du mois de février 2010 envisager d'associer le drapeau tricolore au drapeau Kanaky, avec pour condition que les indépendantistes « doivent lever toute ambiguïté et nous l’apporter comme un signe identitaire, un symbole culturel, débarrassé des violences dont il est entaché » afin de « représenter cette part de la Nouvelle-Calédonie mélanésienne et océanienne indissociable de son identité européenne et française » et « ainsi, en additionnant nos deux légitimités, nous aurons fait un nouveau pas les uns vers les autres ». Cette fois-ci saluée par le FLNKS, par Didier Leroux, dissident de l'Avenir ensemble et représentant local du MoDem qui la voit comme une « démarche courageuse et même un peu risquée de Pierre Frogier » et « comme une étape, avant l’adoption d’un drapeau commun », et une nouvelle fois par l'Avenir ensemble, la proposition est en revanche vivement critiquée par Jacques Lafleur (disant qu'elle « ne peut que diviser » et que « la Nouvelle-Calédonie a un drapeau, celui de la République française ») et donc le RPC et par Calédonie ensemble (qui la juge « ambiguë, contraire à l’accord de Nouméa et dangereuse pour le destin commun »). Quoi qu'il en soit, cette proposition reçoit le soutien du président de la République Nicolas Sarkozy et du gouvernement lors du VIIIe Comité des signataires réunis à Paris le 24 juin 2010. À la suite de cela, le 13 juillet suivant, les élus du Congrès ont émis « le vœu de voir flotter ensemble le drapeau tricolore et celui des indépendantistes sur les édifices publics de Nouvelle-Calédonie ». N'ayant pas force de loi, ce texte permet toutefois de donner une reconnaissance officielle à l'utilisation conjointe des deux drapeaux. Le 17 juillet, le premier ministre François Fillon, en déplacement officiel sur l'île, hisse pour la première fois le drapeau Kanaky et le drapeau français ensemble sur le siège du Haut-commissariat de la République en présence des autorités locales dont le président du gouvernement Philippe Gomès (qui s'était opposé à l'usage des deux drapeaux), Pierre Frogier, celui du Congrès Harold Martin et celui du Sénat coutumier, Julien Boanemoi. Une circulaire émanant du premier ministre est attendue pour savoir sur quels établissements les deux emblèmes doivent être présents conjointement ; celui-ci a néanmoins précisé qu'il s'agira de « donner des instructions concernant les édifices qui représentent l’État. S’agissant des collectivités locales, c’est à elles d’assumer leurs responsabilités. L’État n’imposera rien ». Pierre Frogier fait hisser les deux drapeaux côte à côte sur l'hôtel de la Province Sud (sans vote de l'assemblée provinciale) pour la première fois le 7 août 2010.
Sur le plan économique, plus particulièrement industriel, il propose de rapprocher les trois principaux groupes métallurgiques acteurs du secteur du nickel en Nouvelle-Calédonie (SLN, SMSP et Vale Inco) afin qu'ils renforcent leur coopération et leur complémentarité plutôt que de se faire concurrence, estimant en octobre 2009 lors d'une visite de l'usine de Goro que l’intérêt du pays « ne passe pas forcément par l’addition des intérêts respectifs des trois industriels », et en mars 2010 que « l’avenir métallurgique à long terme ne peut pas passer par la concurrence entre opérateurs, mais par une synergie et une complémentarité ». Et, au sujet de la vie chère, alors que ce dossier est sur le devant de la scène sociale aux mois de mai et juin 2011, il annonce dans un entretien accordé aux Nouvelles calédoniennes et publié le 10 juin 2011 qu'il a décidé d'octroyer une nouvelle autorisation pour l'installation d'un hypermarché Géant à Dumbéa (une première autorisation avait été annulée auparavant par le tribunal administratif de Nouméa tandis que la commission consultative provinciale d'urbanisme commercial, ou CPUC, avait rendu un avis défavorable à ce projet). Dans le même temps, il déclare également sa volonté de faire disparaître cette CPUC (appelant à ce sujet à un alignement sur « ce qui se fait aujourd'hui en Métropole, à la demande de l'Europe », à savoir que, selon lui, « on ne vérifie plus que les aspects environnementaux, architecturaux, et les impératifs d'aménagement du territoire, d'accès routier » des projets commerciaux, et non plus la seule « analyse économique » à laquelle la commission serait limitée) et son opposition à une « loi antitrust » fortement défendue par Calédonie ensemble (désormais clairement relégué à partir de mars 2011 dans l'opposition face à un rapprochement entre le trio Rassemblement-UMP-Avenir ensemble-LMD du côté loyaliste et le duo UC-Parti travailliste dans le camp indépendantiste) et les syndicats. Il affirme à ce sujet une position libérale : « Une loi antitrust est une sottise dans un petit pays comme le nôtre. Je suis opposé à une économie administrée. Tout comme je suis opposé à une trop grande réglementation du secteur économique. Tout simplement parce que c'est générateur de corruption. Écrivez-ça en gros ! Plus vous faites des commissions, plus vous réglementez, plus les élus, les responsables syndicaux ou associatifs sont soumis à des pressions et des lobbies, et plus ils prêtent le flanc à des corruptions qui peuvent prendre diverses formes ». L'intersyndicale contre la vie chère menée notamment par l'USOENC s'oppose surtout l'autorisation du nouveau Géant Casino qui pour eux revient à renforcer un monopole (le groupe Lavoix, racheté par le groupe martiniquais Bernard Hayot, et gérant des enseignes Casino en Nouvelle-Calédonie, est l'un des deux acteurs principaux de la grande distribution dans l'archipel, avec un seul réel concurrent à travers le groupe Pentecost dépositaire pour sa part des marques Carrefour). Ainsi, quelques heures après la parution de l'article, le secrétaire général de l'USOENC, accompagné d'autres syndicalistes, intervient lors de la séance publique du Congrès chargée d'élire un nouveau gouvernement local (désormais présidé par Harold Martin), déclarant : « Nous en avons ras-le-bol du nouveau gouvernement, et ras-le-bol de ses comportements. On sait qu'il faut trois grandes enseignes concurrentes pour faire baisser les prix en Calédonie. Et Pierre Frogier fait l'inverse en renforçant la position dominante du premier groupe de distribution. [...] Par ailleurs, Pierre Frogier parle de corruption dans ce pays. Où ? Qui ? Dans ces commissions où il n'y a que des élus et des organisations professionnelles, mais pas d'organisations syndicales ? ». Au sein de la classe politique, Calédonie ensemble répond pour sa part en appelant à l'organisation d'un « Grenelle de la vie chère » tandis que l'Union pour un destin calédonien (UDC, nouveau parti dont les deux élues au Congrès et à l'Assemblée de la Province Sud votent avec la formation de Philippe Gomès) parle de « bijou d'incohérence » au sujet des explications fournies pour justifier la suppression de la CPUC et que le mouvement « Ouverture citoyenne » voit, dans cette décision couplée à celle de refuser une loi contre la concentration, « deux monopoles commerciaux qui en sortent renforcé » et dit s'inquiéter de la « concentration progressive du capital entre les mains de groupes extérieurs ».
Dans le domaine social, et plus particulièrement du logement, il fait là aussi une proposition source de débats. Le 27 janvier 2011, il présente en effet son projet de politique provinciale en matière de résorption de l'habitat insalubre dans le Grand Nouméa, axé sur une réhabilitation des squats (passant par l'électrification, l'alimentation en eau potable et la collecte des déchets) plutôt que sur la construction de nouveaux immeubles d'habitat social et donc la recherche du relogement des squatteurs, afin de, selon lui, « répondre à un mode de vie océanien », et estimant que : « On pourrait toujours construire plus d'appartements, on pourrait continuer à faire plus de béton. Est-ce que ça correspond à la culture et au mode de vie des populations océaniennes ? ». Calédonie ensemble, tout en reconnaissant que « l’humanisation des conditions de vie des squatteurs est souhaitable », affirme que « ce mode de vie doit rester une solution temporaire » et que « maintenir des bidonvilles qui sont des ghettos, même améliorés, au profit exclusif des kanak et des océaniens est un non-sens ». Gérard Reignier pour l'UC, Charles Washetine pour le Palika ou Sylvie Robineau pour l'Avenir ensemble font également le même constat et se disent surtout concerné par le problème de « mixité sociale » posé par cette politique.
Le 27 octobre 2011, Pierre Frogier finit par démissionner de la présidence de l'Assemblée de la Province Sud, afin de provoquer un renouvellement du bureau le 9 novembre suivant, afin de remplacer d'une part Éric Gay (qui souhaite se concentre sur sa campagne aux élections législatives de juin 2012 dans la 2e circonscription) à la 1re vice-présidence, et d'autre part les deux vice-présidents Calédonie ensemble Philippe Michel et Sonia Lagarde. Pierre Frogier est alors réélu sans surprise dès le premier tour de scrutin, par 21 voix (les 15 du Rassemblement-UMP, les 4 des élus Avenir ensemble ainsi que les voix de Didier Leroux du MoDem et de Jean-Luc Régent du RPC) contre 13 à Sonia Lagarde (les 11 de Calédonie ensemble et les 2 de l'UDC), 5 bulletins nuls (les 4 du groupe FLNKS et Pascale Doniguian-Panchou du LMD) et 1 absent (Simon Loueckhote du LMD). Il fait ensuite élire comme 1er et 3e vice-présidents deux membres de son parti, à savoir respectivement Alain Lazare et Cynthia Ligeard, tandis que la 2e revient à un membre de son nouvel allié l'Avenir ensemble, Pascal Vittori.
Le 22 août 2012, il annonce qu'il démissionne de la présidence de l'Assemblée de la Province Sud pour se consacrer au redressement du Rassemblement-UMP, fortement affecté par la défait de ses candidats aux élections législatives au profit de ceux de Calédonie ensemble. Cette démission est effective le 20 septembre 2012, date de l'élection pour lui succéder de la candidate qu'il avait désignée, Cynthia Ligeard. Il reste président du Rassemblement-UMP mais est de plus en plus contesté par la jeune garde, emmenée par l'ancien député Gaël Yanno et par la valeur montante du parti, Sonia Backès, qui finissent par faire dissidence en 2013 pour créer le Mouvement populaire calédonien (MPC). Afin de donner l'image d'un renouvellement politique, il décide de ne pas être candidat aux élections provinciales du 11 mai 2014, laissant la tête de liste à Cynthia Ligeard. Il reste toutefois président du Rassemblement ainsi que sénateur.

### Sénateur
Le 28 juin 2011, Pierre Frogier est officiellement investi candidat par l'UMP, pour briguer l'un des deux sièges désormais dévolus à la Nouvelle-Calédonie pour les élections sénatoriales du 25 septembre 2011. Son colistier est le maire et grand-chef kanak de l'Île des Pins Hilarion Vendégou. Le Rassemblement-UMP les investit à son tour le 3 août suivant. Ils sont élus, sans surprise (le Rassemblement-UMP détenant une majorité relative de conseillers municipaux), au second tour, avec 240 voix (47,9 % des suffrages exprimés) pour Pierre Frogier (230, et 45,91 %, au premier tour).
Au Sénat, il intègre la commission des affaires étrangères, de la défense et des forces armées.
Il soutient la candidature de Jean-François Copé pour la présidence de l'UMP lors du congrès d'automne 2012. Pourtant, lorsque le vote de la fédération UMP de Nouvelle-Calédonie, en grande partie composée donc du Rassemblement-UMP, mais avec également des militants isolés, est annulé par la Commission nationale des recours et est l'un des facteurs de controverse sur les résultats, amplifiée par la querelle locale née de la défaite des élections législatives de 2012, Pierre Frogier conteste cette annulation et les accusations de fraude. Il prend alors ouvertement le parti de François Fillon, arrivé en tête dans la fédération néo-calédonienne, et il menace notamment Jean-François Copé que : « Si jamais les termes de manœuvres frauduleuses sont à nouveau employés, je sais où ça se terminera. Ça se terminera probablement au tribunal ». Pour sa part, le 1er vice-président Gaël Yanno reconnaît, lors d'une rencontre avec Jean-François Copé, qu'il soutient pleinement pour sa part, qu'il y a eu des « irrégularités au niveau du vote ». Par la suite, Jean-François Copé soutient explicitement en retour Gaël Yanno lorsque celui-ci quitte le Rassemblement-UMP avec ses partisans pour créer le MPC. En réaction, Pierre Frogier s'affirme comme nettement sarkosiste et attendre le retour de l'ancien président de la République lors d'un entretien radiophonique sur Nouvelle-Calédonie 1re : « Moi, je ne veux pas rentrer dans cette guerre des chefs ou dans ces clans. Parce que mon objectif principal c'est ce qui est bon pour la Nouvelle-Calédonie. Alors j'attends. J'attends le jour où Nicolas Sarkozy se déterminera. Puisque Nicolas Sarkozy c'est mon phare, si vous voulez, à Paris, vous le savez bien. Et lorsqu'il se déterminera, probablement 2013, 2014, et bien, je prendrai une position. Mais c'est lui qui me la dictera, et c'est en fonction de ce qu'il aura décidé de faire pour la France et la Nouvelle-Calédonie que j'engagerai le Rassemblement. ».
Il soutient Nicolas Sarkozy pour la primaire présidentielle des Républicains de 2016.
Il parraine Laurent Wauquiez pour le congrès des Républicains de 2017, scrutin lors duquel est élu le président du parti.
S'étant temporairement rapproché de Philippe Gomès et de Calédonie ensemble entre 2017 et 2018, il forme avec ce parti une liste commune pour les élections sénatoriales du 24 septembre 2017, son colistier étant Gérard Poadja. Ils sont élus dès le premier tour de scrutin, Pierre Frogier retournant dans la chambre haute du Parlement français en recueillant 255 votes de grands électeurs, soit 54.6 % des suffrages exprimés.
Après le référendum du 4 novembre 2018, Pierre Frogier finalise la transmission des rênes du parti à la nouvelle génération en démissionnant de la présidence à l'occasion d'un comité directeur réuni dans son fief de Boulari au Mont-Dore le 5 décembre 2018. Thierry Santa, qui faisait de plus en plus office de dauphin depuis l'élimination d'Éric Gay aux législatives de 2012 et la dissidence de Gaël Yanno et Sonia Backès en 2013, lui succède par intérim.
Le 4 mai 2021, à l'occasion d'un débat sur l’avenir institutionnel de la Nouvelle-Calédonie organisé au Sénat, il présente un projet pour faire évoluer le statut du territoire. À la tribune, il plaide pour "négocier le désaccord" entre loyalistes et indépendantistes. Il propose de signer un nouvel accord qui acterait une nouvelle architecture institutionnelle qui renforcerait le rôle des provinces. Ces dernières seraient élues selon un régime électoral différencié et exerceraient les compétences aujourd’hui dévolues au gouvernement. L'organe exécutif serait alors remplacé par un "collège médiateur". Ce collège serait composé par un représentant de l’Etat et des représentants des assemblées de province. Le Président de ce collège aurait la mission de "représenter la Nouvelle-Calédonie en toutes circonstances". Cette proposition de projet, si elle a été saluée par les différentes composantes politiques calédoniennes et métropolitaines, a aussi suscité des critiques sur sa logique de partition de la Nouvelle-Calédonie.
Il est candidat à un troisième mandat dans le cadre des élections sénatoriales du 24 septembre 2023 mais ne parvient pas à être réélu.

## Mandats
- 11/09/1977 - 16/11/1978 : élu à l'Assemblée territoriale de la Nouvelle-Calédonie
- 16/11/1978 - 16/06/1982 : membre du Conseil de Gouvernement de Nouvelle-Calédonie
- 23/11/1984 - 23/08/1985 : membre du Gouvernement de Nouvelle-Calédonie
- 29/09/1985 - 03/05/1988 : élu au Congrès du Territoire de Nouvelle-Calédonie
- 29/01/1986 - 02/05/1988 : président de la Région Sud et donc de fait membre du Conseil exécutif de Nouvelle-Calédonie
- 25/06/1987 - 18/03/2001 : maire de Mont-Dore (Nouvelle-Calédonie)
- 03/05/1988 - 09/11/1988 : membre élu du Conseil exécutif de Nouvelle-Calédonie
- 11/06/1989 - 03/04/2001 : élu à l'Assemblée de la Province, 1er vice-président de cette Assemblée du 21 juin 1991 au 11 juillet 1996 puis à partir du 14 mai 1999, et élu au Congrès du Territoire de la Nouvelle-Calédonie
- 01/07/1995 - 05/07/1997 : président du Congrès du Territoire de la Nouvelle-Calédonie
- 03/04/2001 - 10/06/2004 : président du Gouvernement de la Nouvelle-Calédonie
- 29/06/2004 - 31/07/2007 : membre du Gouvernement de Nouvelle-Calédonie chargé du secteur du Commerce extérieur et du suivi des Relations extérieures et des Relations avec l'Union européenne
- 31/07/2007 - 09/05/2009 : président du Congrès de la Nouvelle-Calédonie
- 27/11/1996 - 01/10/2011 : député de la 2e circonscription de Nouvelle-Calédonie
- 15/05/2009 - 20/09/2012 : président de l'Assemblée de la Province Sud
- 2 juillet 2005 - 6 juillet 2019 : président du Rassemblement
- 1er octobre 2011 - 1er octobre 2023 : sénateur de la Nouvelle-Calédonie.